# Nati nel 1977/Novembre
| Questa pagina contiene informazioni ricavate automaticamente dalle voci biografiche con l'ausilio del template Bio e di un bot. L'aggiornamento è periodico e automatico e ricostruisce completamente la pagina. Se manca una persona in questa lista, sei pregato di non aggiungerla, ma accertati piuttosto che la sua voce biografica contenga il template Bio e che i dati anagrafici siano correttamente compilati. Se il template Bio manca, inseriscilo tu stesso o, in alternativa, metti l'avviso {{tmp\|Bio}} che ne segnala la mancanza. Se i dati riportati sono sbagliati, correggi direttamente la voce biografica; le modifiche saranno visibili in questa lista entro pochi giorni. Per chiarimenti vedi il progetto biografie. La lista contiene solo le 332 persone che sono citate nell'enciclopedia e per le quali è stato implementato correttamente il template Bio. Pagina aggiornata al 18 ago 2025. |

- 1º novembre - Pilar Alegría, docente e politica spagnola
- 1º novembre - Álvaro Luiz Maior de Aquino, ex calciatore brasiliano
- 1º novembre - Alexandros Avranas, regista e sceneggiatore greco
- 1º novembre - Cornel Buta, ex calciatore rumeno
- 1º novembre - Carl Cort, ex calciatore inglese
- 1º novembre - Frantz Gilles, ex calciatore haitiano
- 1º novembre - Steve Hutchinson, ex giocatore di football americano statunitense
- 1º novembre - Tomohiko Ikeuchi, ex calciatore giapponese
- 1º novembre - Janet Klein, biatleta e fondista tedesca
- 1º novembre - André Schei Lindbæk, ex calciatore norvegese
- 1º novembre - Eric Turner, cantautore statunitense
- 1º novembre - Felix Van Groeningen, regista e sceneggiatore belga
- 1º novembre - Jake Voskuhl, ex cestista statunitense
- 1º novembre - Tadas Žemaitis, pentatleta lituano
- 2 novembre - Rodney Buford, ex cestista e allenatore di pallacanestro statunitense
- 2 novembre - Jason Cerbone, attore statunitense
- 2 novembre - Konstantinos Economidis, ex tennista greco
- 2 novembre - Randy Harrison, attore statunitense
- 2 novembre - Edgar Ochieng, ex calciatore keniota
- 2 novembre - Deantoni Parks, batterista statunitense
- 2 novembre - Gabriella Pession, attrice italiana
- 2 novembre - Reshma Shetty, attrice britannica
- 2 novembre - Leon Taylor, tuffatore britannico
- 3 novembre - Damiano Dalfini, ex cestista italiano
- 3 novembre - Belén Fabra, attrice spagnola
- 3 novembre - Aria Giovanni, ex attrice pornografica statunitense
- 3 novembre - Paolo Longo, ex biatleta italiano
- 3 novembre - Jane Monheit, cantante statunitense
- 3 novembre - Cees Paauwe, ex calciatore olandese
- 3 novembre - Daniel Pemberton, compositore britannico
- 3 novembre - Greg Plitt, attore, culturista e modello statunitense († 2015)
- 3 novembre - Mark Rogers, ex calciatore canadese
- 3 novembre - Cathleen Rund, ex nuotatrice tedesca
- 3 novembre - Srđan Srdić, scrittore serbo
- 3 novembre - Raniero Testa, tiratore a volo italiano
- 3 novembre - Paul Wernick, sceneggiatore e produttore cinematografico canadese
- 3 novembre - Damien Woody, ex giocatore di football americano statunitense
- 4 novembre - Simon Arusei, ex mezzofondista e maratoneta keniota
- 4 novembre - Chen Ying, tiratrice a segno cinese
- 4 novembre - Hristo Jovov, ex calciatore bulgaro
- 4 novembre - Dalibor Mitrović, ex calciatore serbo
- 4 novembre - Evgenija Radanova, pattinatrice di short track e pistard bulgara
- 4 novembre - So Ji-sub, attore e cantante sudcoreano
- 4 novembre - Tom Vaughan-Lawlor, attore irlandese
- 5 novembre - Cristian Biancone, ex calciatore italiano
- 5 novembre - Alberto Cogorro, ex giocatore di calcio a 5 spagnolo
- 5 novembre - Mihai Covaliu, schermidore rumeno
- 5 novembre - Giuseppe De Bellis, giornalista italiano
- 5 novembre - Dragiša Drobnjak, ex cestista e allenatore di pallacanestro sloveno
- 5 novembre - Pink Hanamori, fumettista giapponese
- 5 novembre - Yonas Kifle, mezzofondista e maratoneta eritreo
- 5 novembre - Elisabetta Marin, ex giavellottista italiana
- 5 novembre - Jamie Redd, ex cestista e allenatrice di pallacanestro statunitense
- 5 novembre - Brittney Skye, ex attrice pornografica statunitense
- 5 novembre - Petr Švancara, ex calciatore ceco
- 5 novembre - Min-Liang Tan, imprenditore e dirigente d'azienda singaporiano
- 5 novembre - Maarten Tjallingii, ex ciclista su strada olandese
- 5 novembre - Lucas Victoriano, ex cestista e allenatore di pallacanestro argentino
- 5 novembre - Richard Wright, allenatore di calcio e ex calciatore inglese
- 6 novembre - Pádraic Delaney, attore irlandese
- 6 novembre - Piero Giacomelli, ex arbitro di calcio italiano
- 6 novembre - Dušan Kecman, ex cestista, allenatore di pallacanestro e dirigente sportivo serbo
- 6 novembre - Demian Maia, artista marziale misto brasiliano
- 6 novembre - Henry Makinwa, ex calciatore nigeriano
- 6 novembre - Laura Morera, ex ballerina spagnola
- 6 novembre - Richard Mason Rocca, ex cestista statunitense
- 6 novembre - Sienna West, ex attrice pornografica statunitense
- 7 novembre - Paul Buchheit, ingegnere e imprenditore statunitense
- 7 novembre - Yann Demange, regista francese
- 7 novembre - Stefano Fonzi, compositore, arrangiatore e direttore d'orchestra italiano
- 7 novembre - Jukka Hakala, ex calciatore finlandese
- 7 novembre - Hu Binyuan, tiratore a volo cinese
- 7 novembre - Andres Oper, ex calciatore estone
- 7 novembre - María Antonia Sánchez Lorenzo, ex tennista spagnola
- 7 novembre - Anthony Thomas, ex giocatore di football americano statunitense
- 7 novembre - Ville Vahalahti, ex hockeista su ghiaccio finlandese
- 7 novembre - Gabriel Wajoka, ex calciatore francese
- 8 novembre - Yusup Abdusalomov, lottatore tagiko
- 8 novembre - Yu Aida, fumettista giapponese
- 8 novembre - Jully Black, cantante canadese
- 8 novembre - Nadia Ejjafini, mezzofondista e maratoneta marocchina
- 8 novembre - Craig Joubert, arbitro di rugby a 15 sudafricano
- 8 novembre - Khia, rapper statunitense
- 8 novembre - Claudia Moreno, modella venezuelana
- 8 novembre - Bédel Moyimbouabéka, ex calciatore della Repubblica del Congo
- 8 novembre - Mounif Nehmeh, architetto libanese
- 8 novembre - Nick Punto, ex giocatore di baseball e allenatore di baseball statunitense
- 8 novembre - Tiffani Wood, cantante australiana
- 9 novembre - Albano Bizzarri, ex calciatore argentino
- 9 novembre - Ljudmyla Blons'ka, ex multiplista ucraina
- 9 novembre - Dzmitryj Daščynski, sciatore freestyle bielorusso
- 9 novembre - Chris Morgan, allenatore di calcio e calciatore inglese
- 9 novembre - Nicola Carlo Pagani, ex calciatore italiano
- 9 novembre - Ehab Sayed, ex giocatore di calcio a 5 egiziano
- 9 novembre - Lord Allan Velasco, politico filippino
- 10 novembre - Abdullah Jumaan Al-Dosari, ex calciatore saudita
- 10 novembre - Mikheil Ashvetia, allenatore di calcio e ex calciatore georgiano
- 10 novembre - Josh Barnett, artista marziale misto e wrestler statunitense
- 10 novembre - Fabien Dubos, ex cestista francese
- 10 novembre - Chris Heinrich, ex cestista statunitense
- 10 novembre - Irina Kalent'eva, ex mountain biker russa
- 10 novembre - Brittany Murphy, attrice e cantante statunitense († 2009)
- 10 novembre - Erik Nevland, ex calciatore norvegese
- 10 novembre - Scott Palmer, ex rugbista a 15 e allenatore di rugby a 15 neozelandese
- 10 novembre - Ilijana Petkova, pallavolista bulgara
- 10 novembre - Abigail Washburn, cantante e suonatrice di banjo statunitense
- 10 novembre - Won Bin, attore sudcoreano
- 11 novembre - Francesca Bria, economista italiana
- 11 novembre - Éric Chelle, allenatore di calcio e ex calciatore maliano
- 11 novembre - Alessandro Cortinovis, ex ciclista su strada italiano
- 11 novembre - Roger Eskeland, ex calciatore norvegese
- 11 novembre - Arianna Follis, ex fondista e scialpinista italiana
- 11 novembre - Carlotta Giorgi, medica italiana
- 11 novembre - Jeovânio, ex calciatore brasiliano
- 11 novembre - Bruno Lábaque, ex cestista argentino
- 11 novembre - Andreas Malm, attivista e saggista svedese
- 11 novembre - Maniche, allenatore di calcio e ex calciatore portoghese
- 11 novembre - Scoot McNairy, attore statunitense
- 11 novembre - Marsha Mehran, scrittrice iraniana († 2014)
- 11 novembre - Todd Pearson, ex nuotatore australiano
- 11 novembre - Walid Salah, ex calciatore egiziano
- 11 novembre - Vittoria Schisano, attrice italiana
- 11 novembre - Jill Vedder, ex modella, filantropa e attivista statunitense
- 12 novembre - Kavita K. Barjatya, produttore cinematografico indiano
- 12 novembre - James Borrego, allenatore di pallacanestro statunitense
- 12 novembre - Soeli Garvão Zakrzeski, ex cestista brasiliana
- 12 novembre - Paul Hanley, ex tennista australiano
- 12 novembre - Dalene Kurtis, modella statunitense
- 12 novembre - Christoph Marik, schermidore austriaco
- 12 novembre - Benni McCarthy, allenatore di calcio e ex calciatore sudafricano
- 12 novembre - Nima Nourizadeh, regista iraniano
- 12 novembre - Rosa Rakotozafy, ex ostacolista e velocista malgascia
- 12 novembre - Davide Rummolo, ex nuotatore italiano
- 13 novembre - Huang Xiaoming, attore, cantante e modello cinese
- 13 novembre - Ol'ga Orlova, cantante e attrice russa
- 13 novembre - María Peláez, ex nuotatrice spagnola
- 13 novembre - Lilija Šobuchova, mezzofondista e maratoneta russa
- 14 novembre - Andrea Amati, compositore e paroliere italiano
- 14 novembre - Roberto Cantero, schermidore spagnolo
- 14 novembre - Brian Dietzen, attore statunitense
- 14 novembre - Dean Ellison, pilota motociclistico britannico
- 14 novembre - Sara Jay, attrice pornografica e regista statunitense
- 14 novembre - Maico Morellini, scrittore di fantascienza italiano
- 14 novembre - Niels Oude Kamphuis, ex calciatore olandese
- 14 novembre - Pavel Pergl, calciatore ceco († 2018)
- 14 novembre - Simon Quarterman, attore britannico
- 14 novembre - Ben Rhodes, scrittore, politico e funzionario statunitense
- 14 novembre - Obie Trice, rapper statunitense
- 14 novembre - Fernando Troyansky, ex calciatore argentino
- 14 novembre - Gionata Zarantonello, regista, sceneggiatore e montatore italiano
- 15 novembre - Mohamed Benyachou, ex calciatore francese
- 15 novembre - Gaby Espino, modella, attrice e conduttrice televisiva venezuelana
- 15 novembre - Andrew David Gray, ex calciatore scozzese
- 15 novembre - Martina Gyurcsi, ex cestista e allenatrice di pallacanestro slovacca
- 15 novembre - Jon Hurwitz, regista e sceneggiatore statunitense
- 15 novembre - Richard Lintner, ex hockeista su ghiaccio slovacco
- 15 novembre - Sean Murray, attore statunitense
- 15 novembre - Luigi Nasca, arbitro di calcio italiano
- 15 novembre - Maike Nollen, canoista tedesca
- 15 novembre - Stelios Okkaridīs, ex calciatore cipriota
- 15 novembre - Peter Phillips, nobile inglese
- 16 novembre - Oksana Bajul, ex pattinatrice artistica su ghiaccio ucraina
- 16 novembre - Robin Bell, canoista australiano
- 16 novembre - Gigi Edgley, attrice australiana
- 16 novembre - Fabiano Eller, ex calciatore brasiliano
- 16 novembre - Maggie Gyllenhaal, attrice, regista e sceneggiatrice statunitense
- 16 novembre - Naoko Kawakami, ex calciatrice giapponese
- 16 novembre - Rafael Severo Refatti, ex calciatore brasiliano
- 16 novembre - Maksim Staviski, ex danzatore su ghiaccio russo
- 17 novembre - Cafú, ex calciatore portoghese
- 17 novembre - Jairo Castillo, ex calciatore colombiano
- 17 novembre - Stefanie Luckmaier, ex sciatrice alpina tedesca
- 17 novembre - Andreja Mali, ex sciatrice nordica slovena
- 17 novembre - Orsolya Nagy, schermitrice ungherese
- 17 novembre - Ryk Neethling, ex nuotatore sudafricano
- 17 novembre - Nicolas Todt, procuratore sportivo e imprenditore francese
- 17 novembre - Ettore Tosi, attore pornografico, regista e produttore cinematografico italiano
- 17 novembre - Laura Wilkinson, ex tuffatrice statunitense
- 18 novembre - Dīmītrīs Daskalakīs, ex calciatore cipriota
- 18 novembre - Savannah Haske, attrice statunitense
- 18 novembre - Manuel Ibarra, ex calciatore cileno
- 18 novembre - Fabolous, rapper e attore statunitense
- 18 novembre - Deiniol Jones, rugbista a 15 gallese
- 18 novembre - Kamil Mikulčík, cantante slovacco
- 18 novembre - Miranda Raison, attrice britannica
- 18 novembre - Walter Tortoroglio, pilota motociclistico italiano
- 18 novembre - Pastor Troy, rapper statunitense
- 19 novembre - Antonio Bellavista, ex calciatore italiano
- 19 novembre - Mette Frederiksen, politica danese
- 19 novembre - Antony Gautier, arbitro di calcio francese
- 19 novembre - Limberg Gutiérrez, ex calciatore boliviano
- 19 novembre - Markus Hantschk, ex tennista tedesco
- 19 novembre - Paolo Lepore, allenatore di pallacanestro italiano
- 19 novembre - Diego Perrone, dirigente sportivo, allenatore di calcio e ex calciatore uruguaiano
- 19 novembre - Hina Rabbani Khar, politica pakistana
- 19 novembre - Samuela Sardo, attrice italiana
- 19 novembre - Reid Scott, attore statunitense
- 19 novembre - Shèna, cantante britannica
- 19 novembre - Kerri Strug, ex ginnasta statunitense
- 20 novembre - James Bonne, ex calciatore seychellese
- 20 novembre - Fábio Júnior, ex calciatore brasiliano
- 20 novembre - Aboubacar Haïdara, ex calciatore maliano
- 20 novembre - Michail Ivanov, ex fondista russo
- 20 novembre - Daniel Svensson, batterista svedese
- 20 novembre - Josh Turner, cantautore e attore statunitense
- 21 novembre - Kodjo Afanou, ex calciatore francese
- 21 novembre - Mike Batiste, ex cestista e allenatore di pallacanestro statunitense
- 21 novembre - Annie, cantante e produttrice discografica norvegese
- 21 novembre - Bruno Berner, allenatore di calcio e ex calciatore svizzero
- 21 novembre - Guillermo Giacomazzi, allenatore di calcio e ex calciatore uruguaiano
- 21 novembre - Li Yao, ex calciatore cinese
- 21 novembre - Pilar Lima, politica spagnola
- 21 novembre - Mbaye Lamine Niang, calciatore mauritano
- 21 novembre - Kaori Niyanagi, ex sollevatrice giapponese
- 21 novembre - Luis Alfredo Ramírez, calciatore honduregno
- 21 novembre - Tobias Sammet, cantante tedesco
- 21 novembre - Michael Sorvino, attore e doppiatore statunitense
- 21 novembre - Mariana Treviño, attrice messicana
- 21 novembre - Yoshiteru Yamashita, ex calciatore giapponese
- 22 novembre - Santiago Acasiete, allenatore di calcio e ex calciatore peruviano
- 22 novembre - Adrian Donald, allenatore di rugby a 15 e ex rugbista a 15 neozelandese
- 22 novembre - Kerem Gönlüm, ex cestista turco
- 22 novembre - Luisa González, politica e avvocatessa ecuadoriana
- 22 novembre - Kōta Hattori, allenatore di calcio e ex calciatore giapponese
- 22 novembre - Robert Hunter, ex ciclista su strada e dirigente sportivo sudafricano
- 22 novembre - Ari Ichihashi, maratoneta giapponese
- 22 novembre - Daniel Imhof, ex calciatore svizzero
- 22 novembre - Caroline Jönsson, ex calciatrice svedese
- 22 novembre - Juan Carlos Leaño, ex calciatore messicano
- 22 novembre - Massimiliano Lecat, ex giocatore di football americano e allenatore di football americano italiano
- 22 novembre - Federico Lorefice, gastronomo, imprenditore e scrittore italiano
- 22 novembre - Annika Norlin, cantante svedese
- 22 novembre - Edgar Robles, calciatore paraguaiano († 2016)
- 22 novembre - Oksana Verevka, ex nuotatrice russa
- 22 novembre - Yoon Young Sun, giocatrice di go sudcoreana
- 23 novembre - Jiro Akiyama, giocatore di go giapponese
- 23 novembre - Christopher Amott, chitarrista svedese
- 23 novembre - Rodrigo Astudillo, ex calciatore argentino
- 23 novembre - Frederik Cherono, maratoneta keniota
- 23 novembre - Lateef Crowder, attore, artista marziale e stuntman brasiliano
- 23 novembre - Jean-Baptiste Élissalde, ex rugbista a 15 e allenatore di rugby a 15 francese
- 23 novembre - Fabrizio Fontanive, ex hockeista su ghiaccio italiano
- 23 novembre - Ivan Ivanišević, scacchista serbo
- 23 novembre - Marta Leonori, politica italiana
- 23 novembre - Abel Lobatón, ex calciatore peruviano
- 23 novembre - Emanuele Prisco, funzionario e politico italiano
- 23 novembre - Ali Samereh, ex calciatore iraniano
- 24 novembre - Wayne Dyer, ex calciatore montserratiano
- 24 novembre - Colin Hanks, attore statunitense
- 24 novembre - Mihhail Kõlvart, politico estone
- 24 novembre - Lucille Opitz, ex pattinatrice di velocità su ghiaccio tedesca
- 24 novembre - Jiří Rychlík, ex calciatore ceco
- 24 novembre - Martin Ruhasia, ex calciatore salomonese
- 24 novembre - Ioan Silviu Suciu, ex ginnasta rumeno
- 24 novembre - Anton Žlogar, allenatore di calcio e ex calciatore sloveno
- 25 novembre - Nuno Assis, ex calciatore portoghese
- 25 novembre - Sagi Burton, ex calciatore nevisiano
- 25 novembre - Chris Carrawell, ex cestista e allenatore di pallacanestro statunitense
- 25 novembre - Guillermo Cañas, allenatore di tennis e ex tennista argentino
- 25 novembre - Jill Flint, attrice statunitense
- 25 novembre - Regan Harrison, ex nuotatore australiano
- 25 novembre - Harald Helfgott, matematico peruviano
- 25 novembre - Emma Jensen, ex rugbista a 15 neozelandese
- 25 novembre - Serkan Keskin, attore, regista e musicista turco
- 25 novembre - MacBeth Sibaya, ex calciatore sudafricano
- 25 novembre - Martin Švejnoha, ex calciatore ceco
- 26 novembre - Loïc Attely, schermidore francese
- 26 novembre - Ivan Basso, ex ciclista su strada italiano
- 26 novembre - Dmïtrïý Galïç, ex calciatore kazako
- 26 novembre - Óli Hansen, ex calciatore faroese
- 26 novembre - Grétar Hjartarson, ex calciatore islandese
- 26 novembre - Alexandra Krebs, ex sciatrice alpina statunitense
- 26 novembre - Paris Lenon, ex giocatore di football americano statunitense
- 26 novembre - Veronika Thanner, ex sciatrice alpina austriaca
- 26 novembre - Campbell Walsh, canoista britannico
- 26 novembre - Zhang Jun, ex giocatore di badminton cinese
- 27 novembre - Adam Archuleta, ex giocatore di football americano statunitense
- 27 novembre - Atilla Birlik, ex calciatore turco
- 27 novembre - Ivar Bjørnson, polistrumentista e compositore norvegese
- 27 novembre - Cal Bouchard, ex cestista canadese
- 27 novembre - Oksana Chvostenko, ex biatleta ucraina
- 27 novembre - Fábio Costa, ex calciatore brasiliano
- 27 novembre - Vladan Cvetanović, allenatore di calcio a 5 e ex giocatore di calcio a 5 serbo
- 27 novembre - Tobias Grünenfelder, ex sciatore alpino svizzero
- 27 novembre - Morten Knutsen, allenatore di calcio e calciatore norvegese
- 27 novembre - Tomáš Michálek, calciatore ceco
- 27 novembre - Michaela Pavlíčková, ex cestista ceca
- 27 novembre - Evgenij Popov, ex bobbista russo
- 27 novembre - Michael Xavier, attore e cantante britannico
- 28 novembre - Leo Abrahams, musicista, produttore discografico e compositore inglese
- 28 novembre - Marlon Broomes, ex calciatore inglese
- 28 novembre - Fabio Grosso, allenatore di calcio e ex calciatore italiano
- 28 novembre - César Jiménez Jiménez, ex calciatore spagnolo
- 28 novembre - Andrea Kalavská, politica slovacca
- 28 novembre - Dan Langhi, ex cestista statunitense
- 28 novembre - Pellegrino Matarazzo, allenatore di calcio e ex calciatore statunitense
- 28 novembre - Acer Nethercott, canottiere britannico († 2013)
- 28 novembre - Tino Paoletti, ex rugbista a 15 italiano
- 28 novembre - Gavin Rae, allenatore di calcio e ex calciatore scozzese
- 28 novembre - Jean Paulista, ex calciatore brasiliano
- 28 novembre - Greg Somerville, ex rugbista a 15 neozelandese
- 28 novembre - DeMya Walker, ex cestista statunitense
- 29 novembre - Shady Mohamed, ex calciatore egiziano
- 29 novembre - Stefano Basalini, canottiere italiano
- 29 novembre - Andy Beshear, politico e avvocato statunitense
- 29 novembre - Paul Goodison, velista britannico
- 29 novembre - Eddie Howe, allenatore di calcio e ex calciatore inglese
- 29 novembre - Nuno Janeiro, modello e attore portoghese
- 29 novembre - Kátia Denise da Silva, ex cestista brasiliana
- 29 novembre - Andy Panko, ex cestista statunitense
- 29 novembre - Marija Petrova, ex pattinatrice artistica su ghiaccio russa
- 29 novembre - Johannes Raspe, attore, doppiatore e conduttore radiofonico tedesco
- 29 novembre - Beatrice Rosen, attrice statunitense
- 29 novembre - Clint Stoerner, giocatore di football americano statunitense
- 30 novembre - Richard Anderson, ex cestista canadese
- 30 novembre - Steve Aoki, disc jockey e produttore discografico statunitense
- 30 novembre - Alessio Bax, pianista italiano
- 30 novembre - Massimiliano Bellarte, allenatore di calcio a 5 italiano
- 30 novembre - Dawn Birley, attrice, conduttrice televisiva e taekwondoka canadese
- 30 novembre - Choi Chul-woo, ex calciatore sudcoreano
- 30 novembre - Nelsan Ellis, attore statunitense († 2017)
- 30 novembre - Iván Guerrero, allenatore di calcio e calciatore honduregno
- 30 novembre - Ritchie Humphreys, ex calciatore inglese
- 30 novembre - Josh Koscheck, ex artista marziale misto statunitense
- 30 novembre - Miloš Krško, allenatore di calcio e ex calciatore slovacco
- 30 novembre - Peter Lérant, allenatore di calcio e ex calciatore slovacco
- 30 novembre - Pape Latyr Ndiaye, calciatore senegalese
- 30 novembre - Olivier Schoenfelder, ex danzatore su ghiaccio francese
- 30 novembre - Jussi Tupamäki, allenatore di hockey su ghiaccio e ex hockeista su ghiaccio finlandese
- 30 novembre - Timo Wenzel, ex calciatore tedesco
- 30 novembre - Brahim Zafour, ex calciatore algerino
- 30 novembre - Okan Öztürk, ex calciatore turco